# Parotidektomie
Unter einer Parotidektomie (griechisch para παρά ‚neben‘; ous, otos οὖς, ῲτός ‚Ohr‘; ek ἐκ ‚heraus‘; tome τομή ‚Schnitt‘) versteht man eine teilweise oder vollständige chirurgische Entfernung der Ohrspeicheldrüse (Glandula parotidea, Glandula parotis, Parotis). Der Eingriff wird am häufigsten bei gutartigen oder bösartigen Tumoren, seltener bei entzündlichen oder anderen Erkrankungen der Ohrspeicheldrüse durchgeführt.

## Indikationen
Häufigste Indikation zur Durchführung einer Parotidektomie sind Tumoren der Ohrspeicheldrüse. Zahlenmäßig ins Gewicht fallen hierbei insbesondere das pleomorphe Adenom und der Warthin-Tumor, die gutartige Neoplasien darstellen. Bei bösartigen Tumoren handelt es sich in der Mehrzahl der Fälle um metastatische Absiedlungen von Plattenepithelkarzinomen, adenoid-zystische Karzinome, maligne (Sialadenitis) oder Verletzungen können eine Operation erforderlich machen.

## Anatomie der Ohrspeicheldrüse

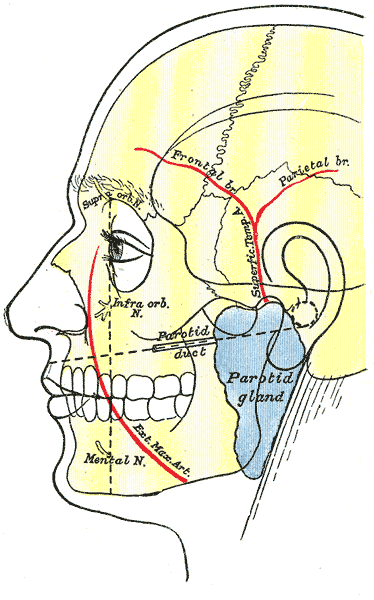
Anatomie der Ohrspeicheldrüse

Die Ohrspeicheldrüse ist mit einem Gewicht von 20 bis 30 Gramm die größte der Mundspeicheldrüsen. Sie liegt unmittelbar vor dem äußeren Ohr, wo sie sich vom Jochbogen bis knapp unterhalb des Kieferwinkels erstreckt. Die Drüse wird von einem bindegewebigen Sack, der Fascia parotidea eingehüllt und in zwei Anteile, dem oberflächlichen und tiefen Blatt untergliedert. Der zapfenartige tiefe Drüsenlappen schiebt sich hinter den Unterkieferast und reicht in den Bindegewebsraum seitlich des Rachens. Er ist über den Isthmus mit dem oberflächlichen Drüsenanteil verbunden. Zwischen beiden Lappen verläuft in einer chirurgisch aufspaltbaren Ebene der Gesichtsnerv (Nervus facialis).

## Laterale Parotidektomie
Bei der lateralen Parotidektomie wird der oberflächliche Drüsenanteil unter Schonung des Nervus facialis entfernt. Die Durchführung des Eingriffes erfordert in der Regel eine Allgemeinanästhesie. Zunächst wird die Haut mit einem S-förmigen vom Tragus ausgehenden und hinter dem Unterkieferwinkel abwärts ziehenden Schnitt eröffnet und der Hautlappen von der weißlich schimmernden Parotisfaszie gelöst. Anschließend wir die Drüse mobilisiert, indem sie vom Musculus sternocleidomastoideus, dem Mastoid und vom knorpeligen Gehörgang abgetrennt wird. Nach Darstellung des Nervus facialis erfolgt die Lösung des oberflächlichen Parotisanteils direkt entlang des Nervus facialis beziehungsweise dessen Ästen. Nach Einlage einer Redon-Drainage wird die Wunde schließlich schichtweise verschlossen.

## Subtotale und totale Parotidektomie
Hierbei wird zunächst eine laterale Parotidektomie durchgeführt. Zusätzlich werden die Fazialisäste von der Unterlage mobilisiert und durch Gummizügel angehoben. Nun werden die tiefen Drüsenanteile vom Musculus masseter, der knöchernen und knorpeligen Basis des Ohrs sowie vom Musculus sternocleidomastoideus gelöst, unter dem Nervus facialis herausgewälzt und entfernt. Der Unterschied zwischen der subtotalen und totalen Parotidektomie besteht lediglich in der Radikalität der Gewebsentfernung. Bei letzterem Verfahren wird das gesamte Ohrspeicheldrüsengewebe reseziert. Eine Mitentfernung von Teilen des Nervus facialis kann bei malignen Tumoren notwendig sein, die eine enge räumliche Beziehung zum Nerven zeigen. In seltenen Fällen geht der Tumor auch vom Gesichtsnerven selber aus (z. B. Fazialisneurinom).

## Komplikationen
Eine gefürchtete Komplikation der Parotidektomie ist eine Verletzung des Gesichtsnerven mit der Folge einer teilweisen oder vollständigen Fazialisparese. Eine zeitweise Schwäche der Gesichtsmuskulatur wird in einem Viertel bis zur Hälfte, eine permanente Lähmung nur in 1–2 Prozent der Operationen beobachtet. Das Risiko ist dabei von der Radikalität der durchgeführten Operation abhängig. Bis zu 90 Prozent der Patienten sind postoperativ in wechselnd starkem Ausmaß vom Frey-Syndrom betroffen, bei dem es beim Essen zu verstärktem Schwitzen im Bereich der operierten Gesichtshälfte kommt.
In einem Teil der Fälle kann es zu einer Bluterguss (Hämatom) oder zu einer Ansammlung von Wundsekret im Operationsbereich (Serom) kommen. Wie bei jedem operativen Eingriff ist auch eine Wundinfektion möglich.
Todesfälle im Zusammenhang mit der unmittelbaren Operation werden nur äußerst selten beobachtet.

## Alternativen
Auf eine operative Entfernung von gutartigen Tumoren der Ohrspeicheldrüse kann mitunter verzichtet werden, etwa wenn das Operationsrisiko aufgrund von Begleiterkrankungen unverhältnismäßig hoch ist. Die Möglichkeit einer malignen Entartung des Tumors oder lokaler Komplikationen durch das Tumorwachstum müssen dabei jedoch sorgfältig bedacht werden.
Auch ein limitiertes Vorgehen, etwa in Form einer Ausschälung (Enukleation) der Geschwulst ist möglich, zieht jedoch eine höhere Rate an Rezidiven nach sich und kann daher nur im Falle von wenig aggressive Neoplasien wie etwa dem Warthin-Tumor in Erwägung gezogen werden. Bei malignen Tumoren können, meist nur unter palliativer Zielsetzung, nicht-invasive Therapieverfahren wie eine Bestrahlung angewandt werden.